# Anortit
Anortit, ett mineral i gruppen plagioklasfältspater som förekommer rikligt i jordskorpan. Ren anortit har den kemiska sammansättningen CaAl2Si2O8 (kalcium, aluminium, kisel, syre). Anortit finns i mafiska magmatiska bergarter, men är sällsynt på jorden men rikligt på månen.

## Egenskaper
Anortit hör till det triklina kristallsystemet och har en hårdhet på 6. Mineralets spaltning 3 (perfekt/god/dålig) och färgen är normalt färglös eller vit. Brottet är ojämnt till mussligt och glansen glasig.
Anortit är den kalciumrika änddelen i plagioklas-serien med fast lösning, den andra änddelen är albit (NaAlSi3O8). Anortit anknyter också till plagioklaskompositioner med mer än 90 molekylprocent av anortitänddelen. Sammansättningen av plagioklaser uttrycks ofta som en molprocent av An-procent, eller (för en specifik kvantitet) Ann, där n = Ca/(Ca + Na) × 100. Denna formel fungerar främst i ett terrestriskt sammanhang. Exotiska platser och i synnerhet månstenar kan behöva ta hänsyn till andra katjoner, såsom Fe2+, för att förklara skillnader mellan optiskt och strukturellt härledda An-data som observerats i månanortiter.
Vid standardtryck smälter ren (An100) anortit vid 1 553 °C.

## Förekomst

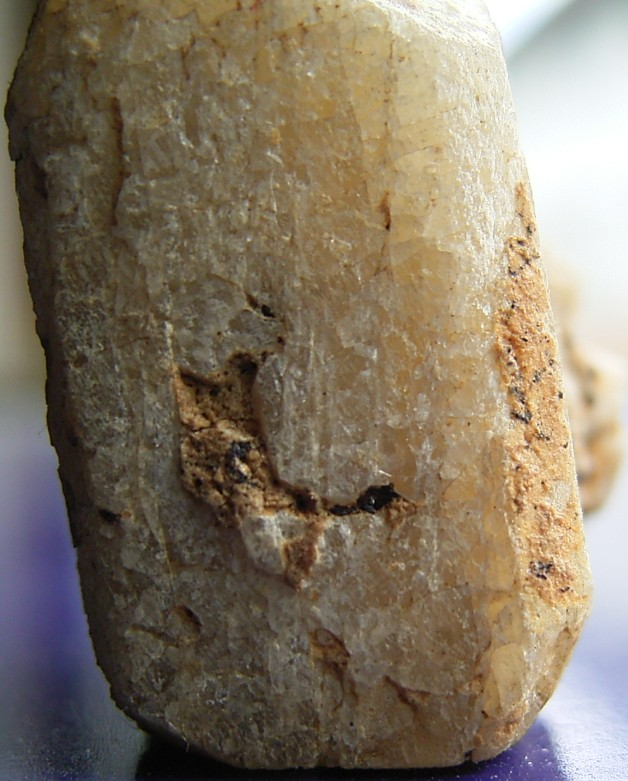
Anortit från Japan.

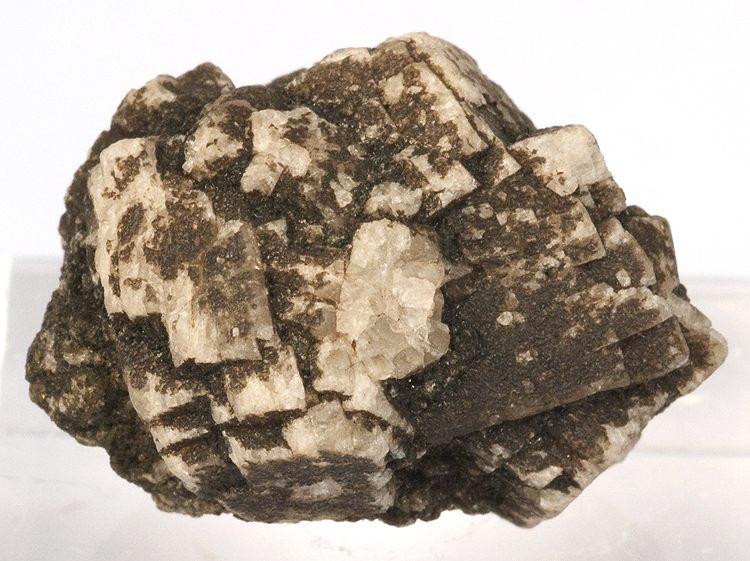
Anortitkristall (vit) i lava från Miyake Island, Japan. (storlek: 2,4 × 1,7 × 1,7 cm)

Anortit är en sällsynt sammansättningsvariant av plagioklas. Det förekommer i mafiskt magmatiskt berg, men förekommer också i metamorfa stenar av granulitfacies, i metamorfoserade karbonatstenar och korundavlagringar. Dess typorter är Monte Somma och Valle di Fassa, Italien. Det beskrevs första gången 1823, men är mer sällsynt i ytliga bergarter än det normalt skulle vara med hänsyn till dess höga erosionspotential i Goldich-upplösningsserien.
Det utgör också mycket av månens högland. Genesis Rock, som samlades in under Apollo 15-uppdraget 1971, utgörs av anortosit, en sten som till stor del består av anortit. Anortit upptäcktes 1978 i prover från kometen Wild 2, och mineralet är en viktig beståndsdel av Ca-Al-rika inneslutningar i sällsynta varianter av kondritiska meteoriter.